# Résolution 1046 du Conseil de sécurité des Nations unies
Membres permanents
- Chine
- États-Unis
- France
- Royaume-Uni
- Russie

Membres non permanents
- Allemagne
- Botswana
- Chili
- Corée du Sud
- Égypte
- Guinée-Bissau
- Honduras
- Indonésie
- Italie
- Pologne

Résolution no 1045 Résolution no 1047
La résolution 1046 du Conseil de sécurité des Nations unies, adoptée à l'unanimité le 13 février 1996, après avoir rappelé les résolutions précédentes, notamment la résolution 1027 (1995) sur la prolongation de la Force de déploiement préventif des Nations unies (FORDEPRENU) jusqu'au 30 mai 1996, a autorisé une augmentation des effectifs de la FORDEPRENU a affecté 50 militaires supplémentaires pour l'appuyer dans ses opérations.
Le Conseil de sécurité a également autorisé la création du poste de commandant de la FORDEPRENU et a demandé au secrétaire général de faire rapport d'ici le 20 mai 1996 sur la situation dans la région et sur les questions liées à la FORDEPRENU.

## Voir également
- Guerre de Bosnie-Herzégovine
- Dislocation de la Yougoslavie
- Guerre de Croatie
- Guerres de Yougoslavie